# Montañas del Cibao
Las montañas del Cibao (Montagnes du Cibao) están situadas en Haití. El punto más alto de la cordillera, el Monte del Cibao tiene 2.280 metros sobre el nivel del mar, convirtiéndolo en el tercer pico más alto de Haití, detrás del Pico la Selle y el Pico Macaya.